# 巨齿鳄属
巨齒鱷屬（屬名：Teratosaurus，意為「怪物蜥蜴」），是勞氏鱷科的一屬，生存於三疊紀諾利階的德國，化石在Stubensandstein地區的Löwenstein地層發現。巨齒鱷的模式標本是由克莉斯汀·艾瑞克·赫爾曼·汪邁爾（Christian Erich Hermann von Meyer）所敘述，他根據一個附有牙齒的左上頜骨，宣稱該化石與箭齒龍並非同一種動物。
之後的研究人員，例如德國的休尼博士、亨利·費爾費爾德·奧斯本（Henry Fairfield Osborn）、以及埃德溫·爾伯特（Edwin H. Colbert），將原蜥腳下目的埃弗拉士龍的顱後部份歸類於巨齒鱷，使得埃弗拉士龍被認為是種非常原始的獸腳亞目恐龍。許多20世紀的大眾書籍遵循這個錯誤，將巨齒鱷敘述成最早的大型、二足、肉食性恐龍，並獵食原蜥腳下目恐龍。巨齒鱷被許多研究人員認為是侏儸紀肉食性恐龍的三疊紀祖先。
在1985年與1986年，彼得·加爾冬（Peter Galton）與麥可·班頓（Michael Benton）分別指出巨齒鱷其實屬於勞氏鱷科，是種大型掠食性主龍類，與恐龍共同生存於晚三疊紀。
在2005年由Tomasz Sulej命名的西里西亞巨齒鱷（T. silesiacus），在2009年由斯蒂芬·布魯薩特（Stephen L. Brusatte）建立為新屬波羅尼鱷（Polonosuchus）。

## 外部連結
- Palaeos Mesozoic - Norian
- Rauisuchia Translation and Pronunciation Guide by Ben Creisler